# Новогеоргієвка 1-а
Новогео́ргієвка 1-а (рос. Новогеоргиевка 1-я) — присілок у складі Петуховського округу Курганської області, Росія.
Населення — 66 осіб (2010, 89 у 2002).
Національний склад станом на 2002 рік:
- росіяни — 93 %